# Diodia simplex
Diodia simplex är en måreväxtart som beskrevs av Olof Swartz. Diodia simplex ingår i släktet Diodia och familjen måreväxter. Inga underarter finns listade i Catalogue of Life.